# Dimoláki
Dimoláki (grec moderne : Δημολάκι) est une localité située dans le dème de Lavreotikí, dans le district régional d'Attique de l'Est, dans la périphérie d'Attique, en Grèce.
Selon le recensement de 2021, elle compte 36 habitants.